# Brachymeles hilong
Brachymeles hilong — вид сцинкоподібних ящірок родини сцинкових (Scincidae). Ендемік Філіппін.

## Поширення і екологія
Brachymeles hilong мешкають на північному сході острова Мінданао, в регіоні Карага. Вони живуть в первинних і вторинних вологих тропічних лісах, трапляються на плантаціях та в садах. Зустрічаються на висоті від 400 до 800 м над рівнем моря.